# Pier Luigi Ferrara
Pier Luigi Ferrara (Firenze, 1937 – Firenze, 2007) è stato un ingegnere italiano, vicepresidente ed amministratore delegato del Nuovo Pignone. Sposato con Anna Baldassini ha avuto tre figli, Vittorio, Isabella e Giovanni, anche lui ingegnere. 

## Biografia
Nato a Firenze nel 1937, Pier Luigi Ferrara si è laureato in ingegneria meccanica con indirizzo aeronautico a Bologna. Entrato fin da subito a far parte della Nuovo Pignone, un'industria fiorentina di turbine per l'estrazione petrolifera, vi rimase per tutta la vita. Negli anni ha assunto varie cariche all'interno dell'azienda fino a diventarne amministratore delegato e vicepresidente. A partire dal 1993 ha curato l'accordo per l'acquisizione della Nuovo Pignone da parte della General Electric.
All'ingegner Ferrara è dedicato il Florence Learning Center della General Electric.